# Demaj
Demaj (hebr. דמאי; pol. rzeczy wątpliwe) – nazwa trzeciego traktatu porządku Zeraim. Porusza temat  plonów kupowanych lub otrzymywanych od kogoś nieprzestrzegającego przykazań Tory (am haarec), co do których nie wiadomo, czy wydzielono z nich dziesięciny.

## Pochodzenie biblijne
Przepisy zawarte w tym traktacie mają źródło w następującym prawie Tory:
Księga Powtórzonego Prawa 24,19:

Gdy w czasie żniw będziesz żął zboże na polu, a potem zapomnisz o jakimś snopie, to nie wrócisz, aby go zabrać. Niech zostanie dla cudzoziemca, sieroty i wdowy, aby ci błogosławił PAN, twój Bóg, w każdej twojej pracy.

## Struktura
Traktat ten pojawia się jedynie w Tosefcie i Talmudzie jerozolimskim. Składa się z siedmiu rozdziałów.  Pierwsze dwa wymieniają produkty zaliczane lub nie do demaj.  Kolejne rozdziały opisują niektóre kłopotliwe sytuacje związane pobieraniem dziesięcin. Prawa zawarte w tym traktacie dotyczą tylko Erec Israel, Ziemi Izraela i nie obowiązują mieszkańców innych terenów.

## Streszczenie
Traktat ten podzielony jest na siedem rozdziałów. Treść ich przedstawia się następująco:
- Rozdział pierwszy wymienia produkty niezaliczane do demaj.
- Rozdział drugi wymienia produkty zaliczane do demaj w każdym miejscu.
- Rozdział trzeci rozważa jak wydzielić dziesięcinę z daru, ze znalezionego produktu, z produktu przeznaczonego do dalszego przetworzenia.
- Rozdział czwarty analizuje niektóre sytuacje związane z zakupem produktów od osoby niegodnej zaufania.
- Rozdział piąty rozważa następujący problem: jak wydzielić dziesięcinę, gdy kupuje się produkty.
- Rozdział szósty rozważa następujący problem: jak wydzielić dziesięcinę podczas dzierżawy albo zakupu pola.
- Rozdział siódmy rozważa następujące problemy: jak wydzielić dziesięcinę z fig, kielicha wina oraz z kosza pełnego tewel (produktów, z których wydziela się dziesięcinę).